# ADI Sportster
L'ADI Sportster est un autogire destiné à la construction amateur, dont le premier vol remonte à 1974. 
Cet appareil dessiné par Martin Hollmann bien avant qu'il ne fonde Aircraft Designs Inc a été le premier autogire de construction amateur autorisé à transporter un passager. 
Commercialisé sous forme de plans par ADI (535 U$ en 2006), il se caractérise par une cabine semi-fermée aménagée en double commande. La structure est en aluminium boulonné. Cet appareil est répandu dans le monde entier, y compris sous forme de copies libres comme le Vortech Shadow.